# ETR 563
L'ETR 563 est un train automoteur de la série Civity construit par la société Construcciones y auxiliar de ferrocarriles (CAF) pour la région italienne du Frioul-Vénétie Julienne.
Les rames ETR 563 sont construites par la CAF dans son usine espagnole de Beasain. La région du Frioul-Vénétie Julienne a commandé en mars 2011 huit rames Civity dénommées ETR 563. La première rame ETR 563 a été livrée à la fin du mois de juillet 2012.

## Caractéristiques techniques
Les rames de la famille Civity de la CAF, dont est issue l'ETR 563, sont des trains automoteurs construits sur une plateforme commune permettant d'assurer des services de transport ferroviaires de banlieue ou régionaux. Elles peuvent être équipées de différents modes de traction : électrique, Diesel ou bimode (électrique et Diesel).
Les ETR 563 sont alimentées par courant électrique continu de 3 000 V. Leur vitesse maximale est de 160 km/h. D'une longueur de 91,6 m, elles sont composées de 5 caisses supportées sur six bogies et ont une capacité de 297 places assises.
L’ETR 563 est un train articulé de formation fixe, des bogie jacobs liant et supportant deux caisses. La rame est supportée par trois bogies moteurs et par trois bogies porteurs. Les deux voitures de tête reposent à leurs extrémités sur un bogie moteur. Une des deux partage un bogie moteur avec la voiture suivante. Tous les autres bogies sont du type porteur.

## Équipements
Les voitures des ETR 563 sont équipées de systèmes d'informations aux voyageurs (annonces des gares, tracé lumineux du parcours), d'écrans vidéo diffusant des informations en circuit fermé et de caméras de surveillance.

## Galeries de photographies

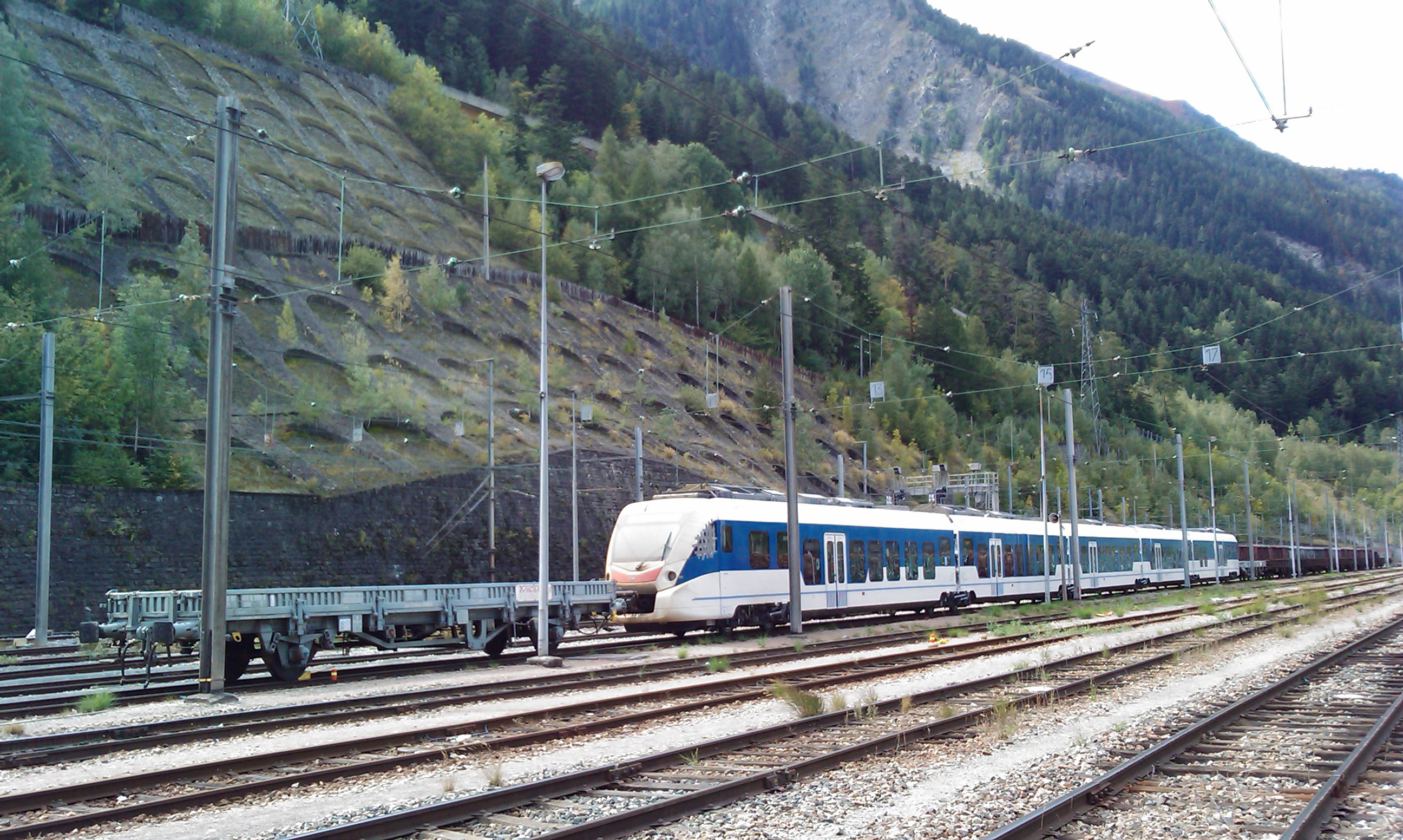
Un ETR 563 en gare de Modane au cours de son acheminent vers l'Italie en septembre 2012
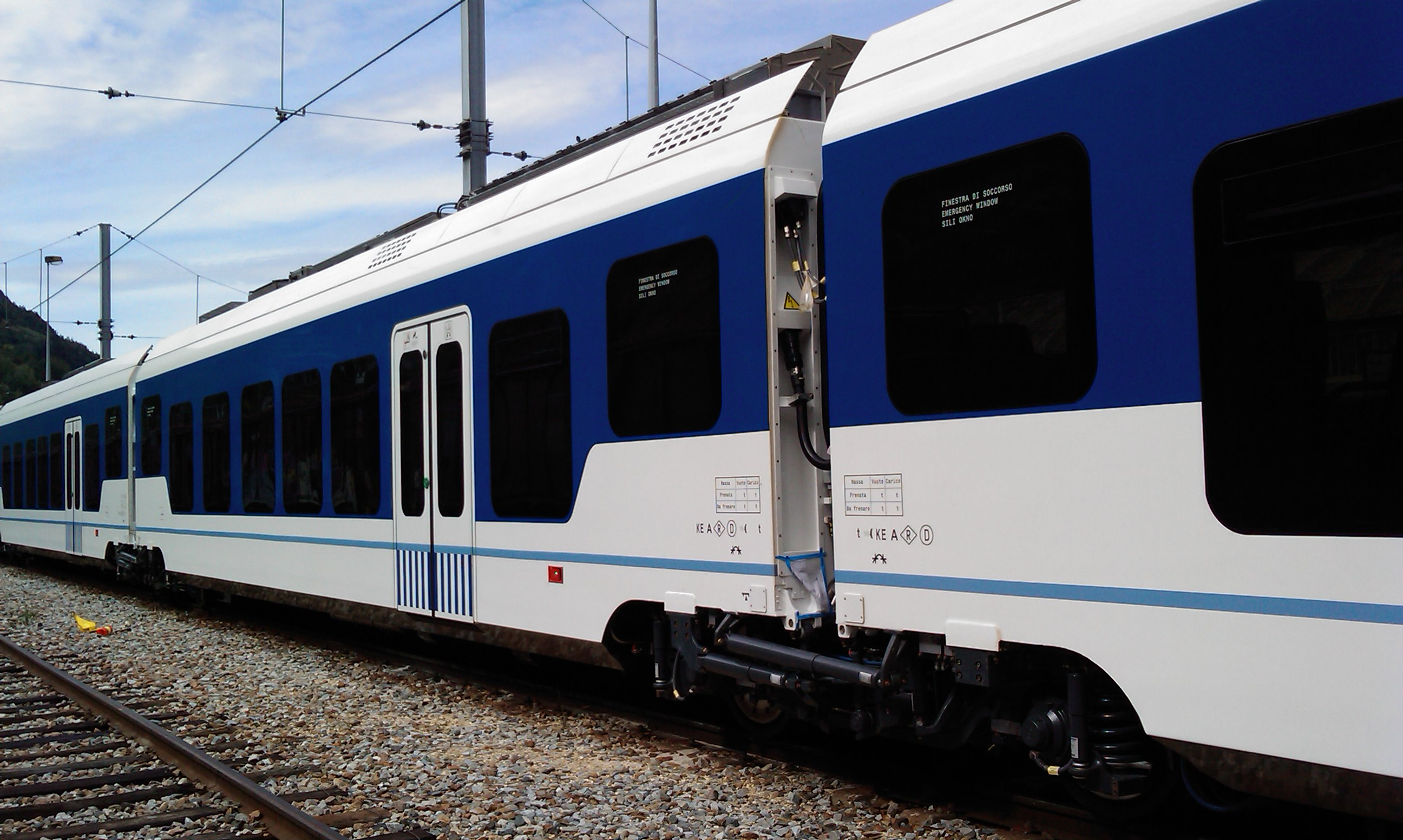
Vue latérale d'un ETR 563.
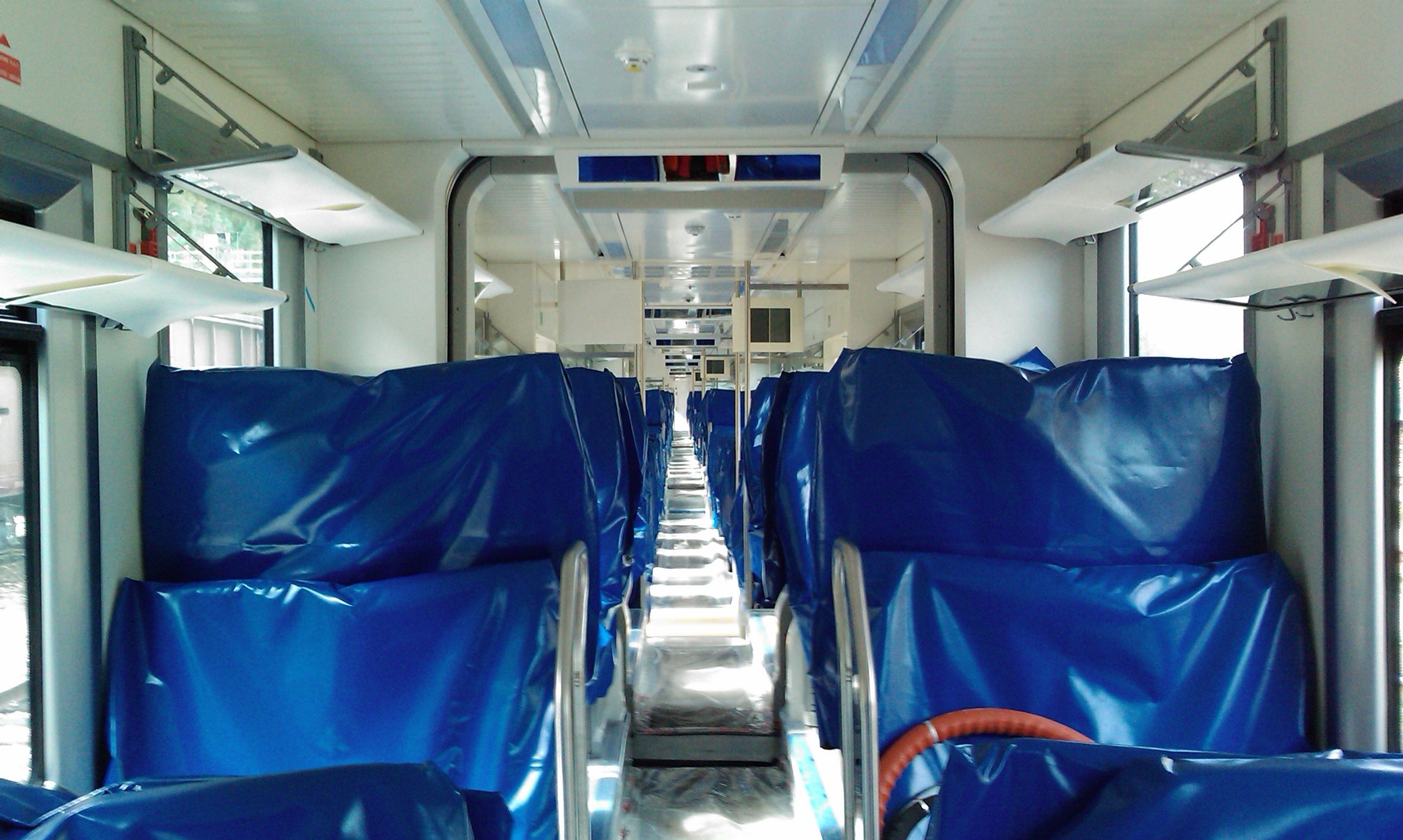
Intérieur d'un ETR 563.
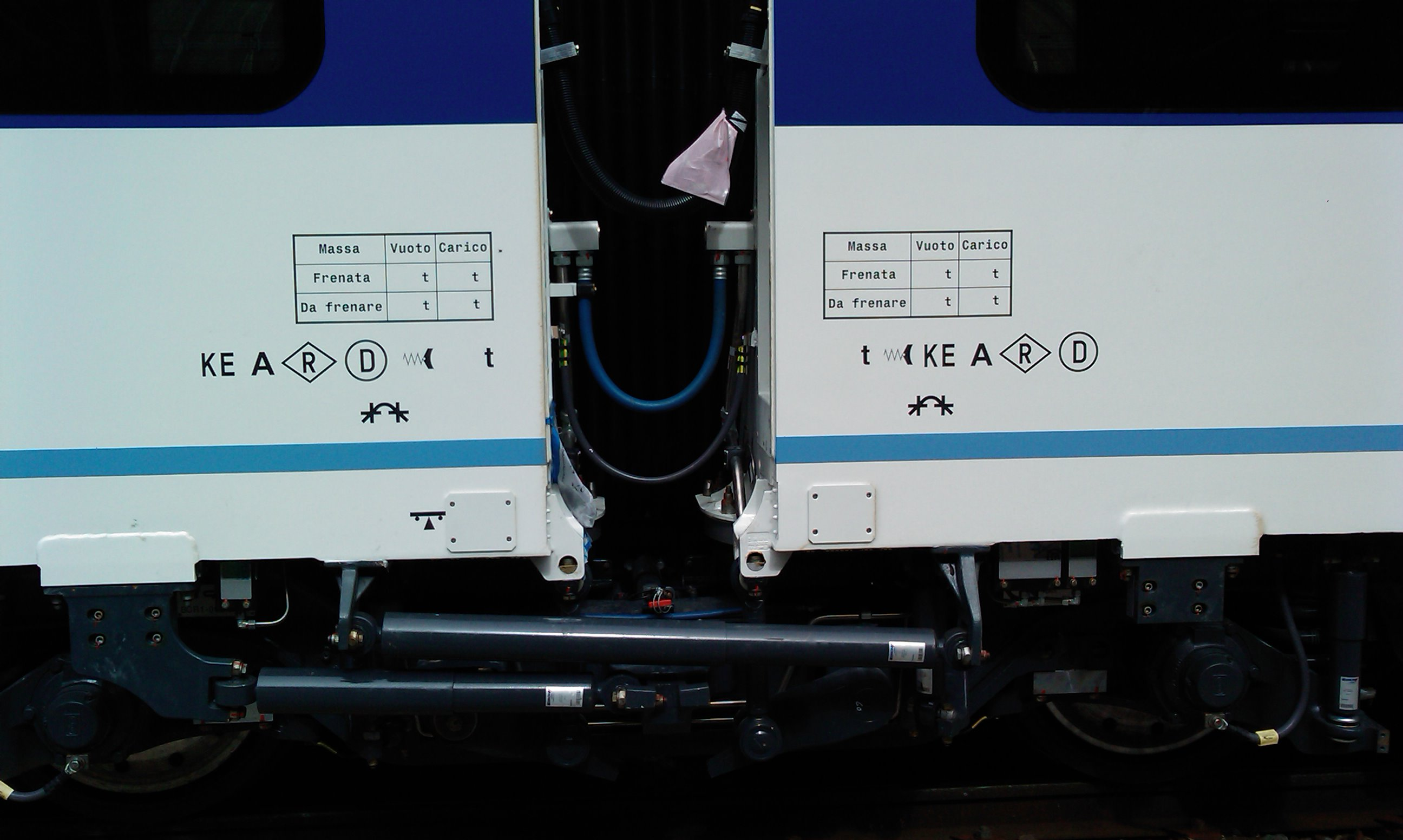
Bogie entre deux voitures d'un ETR 563.